# Bernhard Weerts

Bernhard und Marie Weerts als junges Ehepaar

Bernhard Weerts (* 17. Juli 1858 in Firrel / Ostfriesland; † 19. März 1929 in Berlin) war ein baptistischer Geistlicher, der innerhalb des deutschen Baptistenbundes eine Reihe bedeutender Ämter bekleidete. Unter anderem war er als Vorsitzender der Schulkommission Leiter des baptistischen Theologischen Seminars Hamburg-Horn.

## Leben

Ehemaliges Predigerseminar der deutschen Baptisten in Hamburg-Horn (um 1888)

Bernhard Weerts, der aus einem bäuerlichen evangelisch-lutherischen Elternhaus stammte, erlebte als 19-Jähriger eine innere Bekehrung zum christlichen Glauben und ließ sich zwei Jahre später, am 11. November 1879, gegen den starken Widerstand seines Vaters vom Baptistenprediger Jannes Jelten in Schwerinsdorf taufen. Er musste im Anschluss an die Taufe sein Elternhaus verlassen und fand Aufnahme in einer baptistischen Familie, die schon mehrere verstoßene Söhne und Töchter aufgenommen hatte und deren Haus deshalb von den Dorfbewohnern als Baptistenasyl bezeichnet wurde.  Weerts begann kurz nach seiner Taufe öffentliche Predigten zu halten und wurde am 1. April 1882 offiziell mit dem Amt des Reisepredigers beauftragt. Von 1885 bis 1889 absolvierte er ein Studium am Predigerseminar der deutschen Baptisten in Hamburg-Horn. Danach berief ihn die Baptistengemeinde Frankfurt am Main zu ihrem Pastor. 13 Jahre später folgte er einem Ruf der Gemeinde Bochum und wirkte dort bis 1911. Seinen letzten Gemeindedienst absolvierte er in Berlin von 1911 bis 1925.
Die Bundeskonferenz der deutschen Baptisten wählte Bernhard Weerts 1897 in Barmen in die Verwaltungskommission des damals bundeseigenen Oncken-Verlages. Neben seinem pastoralen Dienst arbeitete er von diesem Zeitpunkt an in vielen verantwortlichen Positionen des Bundes deutscher Baptistengemeinden. So war er unter anderem Sekretär der sogenannten Vereinigten Bundesverwaltung (1900 bis 1907) und Vorsitzender der Schulkommission (1912 bis 1924), in deren Händen damals die Leitung des Hamburg-Horner Predigerseminars lag. Darüber hinaus pflegte er in seiner Funktion als Kassenverwalter des baptistischen Englisch-deutschen Missionskomitee die Beziehungen zu ausländischen Baptistenbünden.

## Werke in Auswahl
- Katechismus. Ein Leitfaden für den Religionsunterricht, Cassel 1899